# Olympische Winterspiele 1956/Teilnehmer (Deutschland)
| Gelbes Symbol für Goldmedaillen mit stilisierten Olympischen Ringen | Graues Symbol für Silbermedaillen mit stilisierten Olympischen Ringen | Braundes Symbol für Bronzemedaillen mit stilisierten Olympischen Ringen |
| ------------------------------------------------------------------- | --------------------------------------------------------------------- | ----------------------------------------------------------------------- |
| 1                                                                   | —                                                                     | 1                                                                       |

Deutschland nahm an den VII. Olympischen Winterspielen 1956 in Cortina d’Ampezzo mit einer gesamtdeutschen Mannschaft von 63 Athleten (11 Frauen und 52 Männer) teil. Die Mannschaft setzte sich dabei aus 52 Athleten aus der Bundesrepublik Deutschland und elf Athleten aus der Deutschen Demokratischen Republik zusammen.

## Fahnenträger
Der Bobfahrer Andreas Ostler trug die Fahne der gesamtdeutschen Mannschaft während der Eröffnungsfeier.
- Siehe auch: Liste der Fahnenträger der deutschen Mannschaften bei Olympischen Spielen

## Medaillen
Die deutschen Teilnehmer konnten eine Gold- und eine Bronzemedaille erringen, womit Deutschland Rang neun im Medaillenspiegel belegte.

### Medaillenspiegel
| Rang   | Sportart    | Gold | Silber | Bronze | Gesamt |
| ------ | ----------- | ---- | ------ | ------ | ------ |
| 1      | Ski Alpin   | 1    | —      | —      | 1      |
| 2      | Skispringen | —    | —      | 1      | 1      |
| Gesamt | Gesamt      | 1    | —      | 1      | 2      |

### Medaillengewinner
| Name/n        | Sportart    | Wettkampf     |
| ------------- | ----------- | ------------- |
| Gold          |             |               |
| Ossi Reichert | Ski Alpin   | Riesenslalom  |
| Bronze        |             |               |
| Harry Glaß    | Skispringen | Normalschanze |

## Teilnehmer nach Sportarten

### Bob
| Athleten                                                       | Wettbewerb | Lauf 1  | Lauf 1 | Lauf 2  | Lauf 2 | Lauf 3  | Lauf 3 | Lauf 4  | Lauf 4 | Gesamt  | Gesamt |
| Athleten                                                       | Wettbewerb | Zeit    | Rang   | Zeit    | Rang   | Zeit    | Rang   | Zeit    | Rang   | Zeit    | Rang   |
| -------------------------------------------------------------- | ---------- | ------- | ------ | ------- | ------ | ------- | ------ | ------- | ------ | ------- | ------ |
| Männer                                                         |            |         |        |         |        |         |        |         |        |         |        |
| Hans Rösch Lorenz Nieberl                                      | Zweierbob  | 1:26,92 | 14     | 1:24,08 | 6      | 1:25,21 | 9      | 1:25,13 | 6      | 5:41,34 | 9      |
| Andreas Ostler Hans Hohenester                                 | Zweierbob  | 1:24,63 | 4      | 1:24,89 | 10     | 1:25,07 | 8      | 1:25,54 | 8      | 5:40,13 | 8      |
| Hans Rösch Michael Pössinger Lorenz Nieberl Sylvester Wackerle | Viererbob  | 1:18,61 | 6      | 1:19,04 | 8      | 1:19,43 | 7      | 1:20,94 | 13     | 5:18,02 | 6      |
| Franz Schelle Jakob Nirschl Hans Henn Edmund Koller            | Viererbob  | 1:19,03 | 9      | 1:18,84 | 7      | 1:19,31 | 6      | 1:21,32 | 15     | 5:18,50 | 8      |

### Eishockey
| Wettbewerb  | Männer |
| ----------- | --- |
| Spieler     | Paul Ambros Martin Beck Anton Biersack Karl Bierschel Markus Egen Artur Endreß Bruno Guttowski Alfred Hoffmann Hans Huber Ulli Jansen Günther Jochems Reiner Kossmann Rudolf Pittrich Hans Rampf Kurt Sepp Ernst Trautwein Martin Zach |
| Trainer     | Frank Trottier |
| Vorrunde    | Kanada 0:4 Königreich Italien 2:2 Österreich 7:0 |
| Finalrunde  | Vereinigte Staaten 2:7 Sowjetunion 0:8 Kanada 0:10 Tschechoslowakei 3:9 Schweden 1:1 |
| Platzierung | 6. |

### Eiskunstlauf
| Athleten                   | Wettbewerbe | Kurzprogramm | Kür  | Gesamt | Gesamt |
| Athleten                   | Wettbewerbe | Rang         | Rang | Punkte | Rang   |
| -------------------------- | ----------- | ------------ | ---- | ------ | ------ |
| Frauen                     |             |              |      |        |        |
| Rose Pettinger             | Einzel      | 11           | 6    | 152,04 | 10     |
| Männer                     |             |              |      |        |        |
| Tilo Gutzeit               | Einzel      | 10           | 11   | 141,08 | 10     |
| Mixed                      |             |              |      |        |        |
| Marika Kilius Franz Ningel | Paarlauf    | –            | –    | 10,98  | 4      |

### Eisschnelllauf
| Athleten       | Wettbewerbe | Zeit        | Rang |
| -------------- | ----------- | ----------- | ---- |
| Männer         |             |             |      |
| Helmut Kuhnert | 500 m       | 44,0 s      | 34   |
| Helmut Kuhnert | 5000 m      | 8:04,3 min  | 9    |
| Helmut Kuhnert | 10.000 m    | 17:04,6 min | 10   |
| Hans Keller    | 1500 m      | 2:18,1 min  | 35   |
| Hans Keller    | 5000 m      | 8:24,5 min  | 30   |
| Hans Keller    | 10.000 m    | 17:27,7 min | 21   |

### Nordische Kombination
| Athleten          | Wettbewerb | Skispringen | Skispringen | Skispringen | Skispringen | Skispringen | Langlauf  | Langlauf | Langlauf | Gesamt | Gesamt |
| Athleten          | Wettbewerb | 1. Weite    | 2. Weite    | 3. Weite    | Punkte      | Rang        | Zeit      | Punkte   | Rang     | Punkte | Rang   |
| ----------------- | ---------- | ----------- | ----------- | ----------- | ----------- | ----------- | --------- | -------- | -------- | ------ | ------ |
| Männer            |            |             |             |             |             |             |           |          |          |        |        |
| Helmut Böck       | Einzel     | 97,0 m      | 93,0 m      | 91,5 m      | 190,0       | 24          | 59:13 min | 228,70   | 11       | 418,70 | 19     |
| Gerhard Glaß      | Einzel     | 103,0 m     | 100,5 m     | 77,0 m      | 203,5       | 9           | 1:04:17 h | 209,10   | 30       | 412,60 | 24     |
| Heinz Hauser      | Einzel     | 93,0 m      | 101,0 m     | 94,0 m      | 195,0       | 20          | 1:00:43 h | 222,90   | 17       | 417,90 | 21     |
| Herbert Leonhardt | Einzel     | 79,5 m      | 89,0 m      | 88,0 m      | 177,0       | 32          | 1:01:34 h | 219,60   | 23       | 396,60 | 28     |

### Ski Alpin
| Athleten            | Wettbewerbe  | 1. Lauf    | 1. Lauf | 2. Lauf      | 2. Lauf | Gesamt     | Gesamt |
| Athleten            | Wettbewerbe  | Zeit       | Rang    | Zeit         | Rang    | Zeit       | Rang   |
| ------------------- | ------------ | ---------- | ------- | ------------ | ------- | ---------- | ------ |
| Frauen              |              |            |         |              |         |            |        |
| Annemarie Buchner   | Abfahrt      | –          | –       | –            | –       | DNF        | DNF    |
| Annemarie Buchner   | Riesenslalom | –          | –       | –            | –       | 2:05,0 min | 27     |
| Annemarie Buchner   | Slalom       | 1:01,7 min | 18      | 1:11,8 min * | 28      | 2:18,5 min | 21     |
| Hannelore Glaser    | Abfahrt      | –          | –       | –            | –       | 1:54,7 min | 29     |
| Hannelore Glaser    | Riesenslalom | –          | –       | –            | –       | 2:02,7 min | 19     |
| Hannelore Glaser    | Slalom       | 1:01,8 min | 19      | 1:02,9 min   | 17      | 2:04,7 min | 14     |
| Ossi Reichert       | Abfahrt      | –          | –       | –            | –       | 1:52,3 min | 20     |
| Ossi Reichert       | Riesenslalom | –          | –       | –            | –       | 1:56,5 min | Gold   |
| Ossi Reichert       | Slalom       | 1:07,8 min | 24      | DSQ          | DSQ     | DSQ        | DSQ    |
| Sonja Sperl         | Abfahrt      | –          | –       | –            | –       | 1:57,8 min | 32     |
| Marianne Seltsam    | Riesenslalom | –          | –       | –            | –       | 2:01,4 min | 12     |
| Marianne Seltsam    | Slalom       | DSQ        | DSQ     | DSQ          | DSQ     | DSQ        | DSQ    |
| Männer              |              |            |         |              |         |            |        |
| Hanspeter Lanig     | Abfahrt      | –          | –       | –            | –       | 2:59,8 min | 5      |
| Hanspeter Lanig     | Riesenslalom | –          | –       | –            | –       | 3:08,6 min | 7      |
| Sepp Behr           | Abfahrt      | –          | –       | –            | –       | 3:07,7 min | 12     |
| Sepp Behr           | Riesenslalom | –          | –       | –            | –       | 3:11,4 min | 8      |
| Sepp Behr           | Slalom       | 1:33,3 min | 15      | DSQ          | DSQ     | DSQ        | DSQ    |
| Josef Schwaiger     | Abfahrt      | –          | –       | –            | –       | 3:22,2 min | 20     |
| Josef Schwaiger     | Riesenslalom | –          | –       | –            | –       | 3:23,5 min | 26     |
| Benedikt Obermüller | Riesenslalom | –          | –       | –            | –       | 3:42,9 min | 48     |
| Benedikt Obermüller | Slalom       | 1:32,3 min | 10      | 1:55,2 min   | 10      | 3:37,5 min | 9      |
| Rochus Wagner       | Slalom       | 1:48,7 min | 32      | 2:28,7 min   | 42      | 4:17,4 min | 34     |
| Karl Zillibiller    | Abfahrt      | –          | –       | –            | –       | 3:21,6 min | 19     |
| Karl Zillibiller    | Slalom       | 1:36,6 min | 26      | 2:23,6 min   | 34      | 4:00,2 min | 25     |

### Skilanglauf
| Athleten                                              | Wettbewerbe       | Zeit      | Rang |
| ----------------------------------------------------- | ----------------- | --------- | ---- |
| Frauen                                                |                   |           |      |
| Else Ammann                                           | 10 km             | 42:22 min | 20   |
| Sonnhilde Hausschild                                  | 10 km             | 42:22 min | 20   |
| Elfriede Uhlig                                        | 10 km             | 43:15 min | 26   |
| Rita Czech-Blasel                                     | 10 km             | 43:51 min | 29   |
| Else Ammann Sonnhilde Hausschild Elfriede Uhlig       | 3 × 5 km Staffel  | 1:15:33 h | 7    |
| Männer                                                |                   |           |      |
| Helmut Hagg                                           | 15 km             | 56:50 min | 46   |
| Rudolf Kopp                                           | 15 km             | 54:31 min | 31   |
| Siegfried Weiß                                        | 15 km             | 54:29 min | 29   |
| Kuno Werner                                           | 15 km             | 54:18 min | 27   |
| Erich Lindenlaub                                      | 30 km             | 1:58:30 h | 33   |
| Hermann Möchel                                        | 30 km             | 1:56:34 h | 30   |
| Werner Moring                                         | 30 km             | 2:00:55 h | 40   |
| Werner Moring                                         | 50 km             | 3:20:32 h | 20   |
| Kuno Werner Siegfried Weiß Rudolf Kopp Hermann Möchel | 3 × 10 km Staffel | 2:26,37 h | 10   |

### Skispringen
| Athleten      | Wettbewerb    | 1. Durchgang | 1. Durchgang | 1. Durchgang | 2. Durchgang | 2. Durchgang | 2. Durchgang | Gesamt | Gesamt |
| Athleten      | Wettbewerb    | Weite        | Punkte       | Rang         | Weite        | Punkte       | Rang         | Punkte | Rang   |
| ------------- | ------------- | ------------ | ------------ | ------------ | ------------ | ------------ | ------------ | ------ | ------ |
| Männer        |               |              |              |              |              |              |              |        |        |
| Max Bolkart   | Normalschanze | 80,0 m       | 111,5        | 3            | 81,5 m       | 111,0        | 4            | 222,5  | 4      |
| Harry Glaß    | Normalschanze | 83,5 m       | 115,0        | 1            | 80,5 m       | 109,5        | 7            | 224,5  | Bronze |
| Sepp Kleisl   | Normalschanze | 73,0 m       | 95,0         | 29           | 71,0 m       | 94,0         | 26           | 189,0  | 26     |
| Werner Lesser | Normalschanze | 77,5 m       | 105,0        | 10           | 77,5 m       | 105,0        | 8            | 210,0  | 8      |